# Yao – Abenteuer eines Häuptlingsohnes
 Yao – Abenteuer eines Häuptlingsohnes  ist eine 13-teilige französisch-ivorische Fernsehserie von Claude Vermorel. Die deutsche Erstausstrahlung war am 21. Oktober 1969 im ZDF.

## Handlung
Der junge Häuptlingssohn Yao (als Kind: Yao Kouakou; später: François Boguy) wird nach dem Tod seines Vaters von seinem Stamm verstoßen. Der intrigante Zakoro (Dembele Barry) wird neues Stammesoberhaupt. Auch Yaos Freundin Elloa (Eugénie Kouassa) wendet sich von ihm ab. Auf sich gestellt zieht Yao durch den afrikanischen Dschungel, erlebt spannende Abenteuer und lernt schließlich die Tochter eines mächtigen Königs kennen, die er nach verschiedenen Prüfungen heiratet. Schließlich kehrt er zu seinem Stamm zurück, wo er Zakoro entmachtet und doch noch Häuptling wird.

## Trivia
Der einzige Berufsschauspieler im Ensemble war Yao-Darsteller François Boguy. Die anderen Rollen wurden mit Laiendarstellern von der Elfenbeinküste besetzt. Der Sendeplatz der halbstündigen Folgen war bei der Erstausstrahlung dienstags um 19:10 Uhr. Im Laufe der Jahre wurde die Miniserie von verschiedenen Sendern – meist in den Dritten Programmen – auf unterschiedlichen Sendeplätzen wiederholt.

## Episoden
| - 01 Wie Yao zum Manne wurde - 02 Mein Freund Pao - 03 Der große Jäger - 04 Kampf mit den Blauschürzen - 05 Zakoros Plan - 06 Die Flucht - 07 Elloa | - 08 Die Freunde Yaos - 09 Der Hinterhalt - 10 Das Dorf der Fischer - 11 Die Herren des Donners - 12 Der Wettkampf - 13 Rückkehr in die Heimat |